# Chamois Niortais Football Club
Il Chamois Niortais Football Club è stato un club calcistico francese di Niort.

## Storia

### Primi anni
Dopo la prima guerra mondiale, il proprietario di una fabbrica locale di pelle scamosciata, Théophile Boinot, fondò il primo club sportivo a Niort, l'Amicale Club Niortais. Poco dopo, fu fondata la sezione calcistica del club, chiamata Étoile Sportive Niortaise. Nel 1923, molti giocatori furono arruolati nell'esercito francese. Nel 1925, alcuni giocatori tornarono in città e il figlio di Boinot, Charles, fondò la prima vera squadra di calcio della città, che chiamò Chamois Niortais Football Club.
Per la prima stagione, la presidenza del club fu affidata a Jean Gavaggio, un ingegnere chimico presso la fabbrica Boinot. Georges Poussard, anche lui operaio nella fabbrica, fu nominato primo segretario del club. La squadra originale giocò con una maglia completamente bianca e partecipò al campionato regionale della Ligue de Charentes. Nel 1929, il calciatore svizzero Franchina fu nominato primo allenatore del club e fu eletto il primo comitato. Per tutti gli anni '30 il club continuò a crescere di dimensioni, arruolando più giocatori e membri, nonostante la squadra avesse prestazioni relativamente scarse in campionato.
Per la stagione 1932-33, il Chamois Niortais si unì al DH Centre-Ouest , la massima serie di calcio regionale francese, e finì ottavo nella sua prima stagione. La squadra ottenne un sesto e un settimo posto consecutivi nelle due stagioni successive, prima di essere retrocessa in Promotion d'Honneur nel 1936. La squadra giocò nella divisione per tre stagioni, fino a quando non ottenne la promozione in DH Centre-Ouest alla fine della campagna 1938-39. Nel 1939, Joseph Boinot fu nominato presidente del club. L'anno successivo il club fece un grande colpo con l'ingaggio del nazionale cecoslovacco Ferdinand Faczinek , che giocò per il club per una stagione prima di trasferirsi all'FC Sète alla fine della campagna 1940-41, dopodiché la seconda guerra mondiale interruppe il calcio competitivo per due anni in Francia. Nel 1943, il club fu uno dei membri fondatori del Championnat de France amateur (CFA), il massimo livello di calcio amatoriale in Francia.

### Dopo la seconda guerra mondiale
Il Chamois Niortais fu retrocesso dalla CFA al DH Centre-Ouest nel 1945. Guidato da Faczinek, che era tornato al club come giocatore-allenatore nel 1943, la squadra vinse il DH Centre-Ouest per tre stagioni consecutive. Faczinek lasciò il club nel 1948 e fu sostituito dall'ex nazionale francese Maurice Banide. La squadra tornò alla CFA per la stagione 1948-49 e giocò nella divisione per le cinque campagne successive, ottenendo un secondo posto nel 1951, quando finì dietro allo Stade Quimpérois di cinque punti. Nel 1953, la squadra finì ultima in divisione e fu retrocessa al DH Centre-Ouest. L'allenatore Nicolas Hibst fu esonerato e sostituito da Georges Hatz, che in precedenza aveva allenato l'AJ Auxerre. La squadra rimase nel DH Centre-Ouest fino al 1960 quando, sotto la guida di Nordine Ben Ali, vinse il titolo di campionato con un punto di vantaggio sul Poitiers FC per tornare in CFA.
La squadra faticò nella sua prima stagione di ritorno in terza divisione, raggiungendo un decimo posto. Dopo essere stata seconda nella divisione per due stagioni consecutive nel 1961-62 e 1962-63, la squadra si assicurò una serie di piazzamenti a metà classifica in campionato sotto la guida di Kazimir Hnatow. Dopo che Hnatow lasciò il Chamois Niortais nel 1966, le fortune del club in campo iniziarono a diminuire e alla fine retrocedettero alla fine della campagna 1968-69 dopo aver concluso la stagione con soli 12 punti in 26 partite. Dopo la ristrutturazione del sistema di campionato, la squadra si unì alla neonata Division 3 nel 1970. Giocarono lì per i successivi otto anni, ma non finirono mai più in alto del quarto posto nella divisione. Nel 1978, il club finì ultimo e fu nuovamente retrocesso al quarto livello, ma fu immediatamente promosso di nuovo in Divisione 3 dopo aver terminato secondo nel 1979. Tuttavia, finirono di nuovo ultimi nella divisione e nel 1980 tornarono in Divisione 4, dove giocarono per le successive quattro stagioni. Nell'aprile 1984, Patrick Parizon fu nominato allenatore e il mese successivo, la squadra si assicurò un terzo posto per ottenere la promozione di nuovo in Divisione 3. Nel 1984-85, la squadra perse solo tre partite nell'intera campagna, finendo comodamente in testa alla divisione. Una vittoria per 2-1 sul Montauban il 18 maggio 1985 confermò la loro promozione in Divisione 2 per la prima volta nella storia del Chamois Niortais.

### Stato professionale
Grazie alla promozione, il Chamois Niortais divenne un club professionistico per la stagione 1985-86. La stagione iniziò bene per la squadra, con una vittoria per 1-0 contro l'USL Dunkerque il 16 luglio 1985. La squadra ottenne poi un rispettabile quinto posto nella sua prima stagione con un totale di 37 punti. La stagione successiva vide un successo senza precedenti per la squadra, che accumulò una serie di 17 partite imbattute sulla strada per il campionato. Il trionfo del titolo fu confermato con una vittoria per 2-0 contro l' US Orléans allo Stade René Gaillard il 23 maggio 1987.
La stagione successiva si rivelò essere l'unica stagione del club fino ad oggi nella massima serie del calcio francese. La stagione iniziò con un pareggio per 1-1 con il Lens e la prima vittoria della squadra arrivò contro il Montpellier il 1 agosto 1987. La squadra riuscì anche a vincere nella sua prima partita trasmessa in televisione, sconfiggendo il Saint-Étienne per 2-1 il 18 agosto 1987. Dopo questo inizio promettente, la squadra languì nella parte inferiore della divisione per la maggior parte della campagna, e alla fine fu retrocessa in Division 2 il 10 giugno 1988, dopo essere stata battuta per 3-0 dal Caen, finendo solo un punto dietro il Lens. 
La retrocessione segnò la fine del regno di Patrick Parizon come capo allenatore, sostituito da Victor Zvunka. Zvunka rimase allenatore per le tre stagioni successive, fino a quando la squadra non fu retrocessa in Division 3 alla fine della campagna 1990-91. La squadra tornò in seconda divisione dopo una sola stagione, vincendo comodamente la Division 3. Le successive 13 stagioni consecutive videro una serie di piazzamenti a metà classifica in Ligue 2, fino a una brutta campagna 2004-05, in cui la squadra perse 21 delle sue 38 partite di campionato. Philippe Hinschberger fu nominato nuovo allenatore nel 2005, e riuscì a sfuggire al Campionato Nazionale al primo tentativo, assicurandosi il titolo con una vittoria per 2-0 sullo Sporting Toulon Var il 13 maggio 2006. Il Niort trovò difficili le due stagioni successive in Ligue 2, finendo 16° nella stagione 2006-07 e poi retrocedendo nel 2007-08 dopo aver subito un gol nei minuti di recupero al Boulogne.

### Al calcio regionale e ritorno
Denis Troch fu assunto come nuovo allenatore del club nell'agosto 2008, e nonostante le speranze di un rapido ritorno in Ligue 2, la squadra si comportò male per tutta la stagione 2008-2009. La squadra non riuscì a vincere una partita di campionato durante i primi tre mesi della stagione, e quella forma continuò nel 2009. Andarono alla loro ultima partita della stagione, in trasferta al Pacy Vallée-d'Eure, avendo bisogno di tre punti per evitare retrocessioni successive. Tuttavia, la squadra riuscì solo a ottenere un pareggio 0-0 e fu retrocessa al Championnat de France dilettanti per la prima volta dal 1970. La retrocessione segnò la fine dell'era del Chamois Niortais come club professionistico, poiché furono costretti a diventare una squadra semi-professionista a causa delle regole del DNCG. Nel giugno 2009, Pascal Gastien fu nominato allenatore per il suo terzo periodo alla guida del club, con il compito di ottenere la promozione in Championnat National al primo tentativo. Il club vinse il Gruppo C della CFA quella stagione e fu successivamente promosso in divisione nazionale per la stagione successiva. Il Niort si assicurò lo status di terza divisione con un 11° posto nella stagione 2010-11. La stagione successiva, la squadra si classificò seconda nel Championnat National dietro al Nîmes per tornare in Ligue 2 per la stagione 2012-13 e riconquistare il proprio status professionistico. Il 14 maggio 2023, il Niort fu retrocesso in Championnat National dopo aver concluso ultimo in Ligue 2. 
Il 1° agosto 2024, il club è stato escluso dalle competizioni nazionali dalla DNCG, sinonimo di retrocessione in Régional 1.

## Colori e simboli

### Colori
Lo stemma del Chamois Niortais è caratterizzato da un camoscio in piedi su un pallone da calcio, e lo sfondo della cresta è di colore blu reale. Il blu è sempre stato il colore del club, sin dalla data di fondazione, nel 1925, e delle divise casalinghe ufficiali (che sono sempre state interamente blu). Nella stagione 2007-08 ha indossato delle divise oro e nere per commemorare i 20 anni dalla prima ed unica apparizione del club in massima divisione.
Nella stagione successiva il kit casalingo è tornato ad essere blu, con l’aggiunta di una striscia bianca sulla maglia. Nella stagione 2018-2019 il club indossa le nuove divise da trasferta totalmente bianche (pantaloncini e calzettoni compresi) con una striscia blu sulla maglia, l’esatto contrario di quelle casalinghe.

### Simboli

#### Stemmi

Stemma utilizzato fino al 2014.
Stemma in uso dal 2014.

## Palmarès

### Competizioni nazionali
- Campionato francese di seconda divisione: 1

1986-1987 (girone B)
- Championnat National: 3

1984-1985, 1991-1992, 2005-2006

### Altri piazzamenti
- Coppa di Lega francese:

Finalista: 1991
Semifinalista: 2000-2001
- Championnat National:

Secondo posto: 2011-2012
Terzo posto: 2023-2024

## Organico

### Rosa 2023-2024
Rosa aggiornata al 13 ottobre 2023
| N. |                      | Ruolo | Calciatore             |
| -- | -------------------- | ----- | ---------------------- |
| 1  | Francia (bandiera)   | P     | Paul Delecroix         |
| 2  | Francia (bandiera)   | D     | Quentin Bernard        |
| 4  | Francia (bandiera)   | D     | Jean-Philippe Célestin |
| 5  | Gabon (bandiera)     | D     | Bruno Ecuele Manga     |
| 7  | Tunisia (bandiera)   | C     | Moataz Zemzemi         |
| 8  | Ghana (bandiera)     | C     | Godwin Bentil          |
| 9  | Francia (bandiera)   | A     | Marks Inchaud          |
| 10 | Francia (bandiera)   | C     | Belkacem Dali-Amar     |
| 14 | Francia (bandiera)   | D     | Dylan Durivaux         |
| 17 | Martinica (bandiera) | C     | Samuel Renel           |
| 18 | Francia (bandiera)   | D     | Bradley M'bondo        |
| 19 | Francia (bandiera)   | A     | Nesta Elphege          |

| N. |                           | Ruolo | Calciatore         |
| -- | ------------------------- | ----- | ------------------ |
| 20 | Francia (bandiera)        | A     | Billal El Kaddouri |
| 21 | Francia (bandiera)        | D     | Natanaël Bouekou   |
| 22 | Francia (bandiera)        | A     | Ryan Bakayoko      |
| 23 | Francia (bandiera)        | A     | Sidi Cissé         |
| 24 | Francia (bandiera)        | C     | Tyrone Tormin      |
| 25 | Camerun (bandiera)        | D     | Raphaël Anaba      |
| 26 | Francia (bandiera)        | C     | Samy Benchamma     |
| 28 | Francia (bandiera)        | C     | Nacim El Hassani   |
| 29 | Francia (bandiera)        | C     | Kylian Gasnier     |
| 40 | Francia (bandiera)        | P     | Jacques Mbiandjeu  |
|    | Costa d'Avorio (bandiera) | C     | Mory Keïta         |

### Rosa 2022-2023
Rosa aggiornata al 31 gennaio 2023
| N. |                      | Ruolo | Calciatore      |
| -- | -------------------- | ----- | --------------- |
| 1  | Francia (bandiera)   | P     | Mathieu Michel  |
| 2  | Francia (bandiera)   | D     | Quentin Bernard |
| 4  | Guinea (bandiera)    | D     | Ibrahima Conté  |
| 5  | Camerun (bandiera)   | D     | Guy Kilama      |
| 7  | Tunisia (bandiera)   | C     | Moataz Zemzemi  |
| 8  | Ghana (bandiera)     | C     | Godwin Bentil   |
| 9  | Francia (bandiera)   | A     | Kévin Rocheteau |
| 10 | Francia (bandiera)   | C     | Bilal Boutobba  |
| 11 | Francia (bandiera)   | A     | Yanis Merdji    |
| 14 | Francia (bandiera)   | D     | Dylan Durivaux  |
| 15 | Benin (bandiera)     | C     | Junior Olaitan  |
| 16 | Francia (bandiera)   | P     | Jean Louchet    |
| 17 | Martinica (bandiera) | C     | Samuel Renel    |
| 18 | Francia (bandiera)   | D     | Bradley M'bondo |

| N. |                           | Ruolo | Calciatore       |
| -- | ------------------------- | ----- | ---------------- |
| 19 | Francia (bandiera)        | C     | Yohan Cassubie   |
| 20 | Senegal (bandiera)        | A     | Amadou Sagna     |
| 21 | Francia (bandiera)        | D     | Lenny Vallier    |
| 22 | Francia (bandiera)        | A     | Ryan Bakayoko    |
| 23 | Francia (bandiera)        | A     | Sidi Cissé       |
| 24 | Francia (bandiera)        | C     | Tyrone Tormin    |
| 25 | Burkina Faso (bandiera)   | C     | Charles Kaboré   |
| 26 | Francia (bandiera)        | C     | Samy Benchamma   |
| 27 | Rep. del Congo (bandiera) | D     | Bryan Passi      |
| 28 | Francia (bandiera)        | C     | Nacim El Hassani |
| 29 | Francia (bandiera)        | D     | Joris Moutachy   |
| 30 | Francia (bandiera)        | P     | Yanis Maronne    |
| 36 | Mauritania (bandiera)     | C     | Oumar Ngom       |
|    | Giamaica (bandiera)       | A     | Junior Flemmings |

### Rosa 2021-2022
Rosa aggiornata al 23 dicembre 2021
| N. |                          | Ruolo | Calciatore          |
| -- | ------------------------ | ----- | ------------------- |
| 1  | Francia (bandiera)       | P     | Mathieu Michel      |
| 3  | Camerun (bandiera)       | D     | Darlin Yongwa       |
| 4  | Guinea (bandiera)        | D     | Ibrahima Conté      |
| 5  | Camerun (bandiera)       | D     | Guy-Marcelin Kilama |
| 6  | Guadalupa (bandiera)     | C     | Dylan Louiserre     |
| 7  | Tunisia (bandiera)       | C     | Moataz Zemzemi      |
| 8  | Ghana (bandiera)         | A     | Godwin Bentil       |
| 9  | Francia (bandiera)       | A     | Ibrahim Sissoko     |
| 10 | Francia (bandiera)       | C     | Bilal Boutobba      |
| 12 | Guinea-Bissau (bandiera) | C     | Joseph Mendes       |
| 16 | Francia (bandiera)       | P     | Yanis Maronne       |
| 17 | Francia (bandiera)       | C     | Samuel Renel        |
| 18 | Francia (bandiera)       | D     | Bradley M'Bondo     |

| N. |                         | Ruolo | Calciatore        |
| -- | ----------------------- | ----- | ----------------- |
| 19 | Francia (bandiera)      | C     | Brahima Doukansy  |
| 20 | Francia (bandiera)      | A     | Yanis Merdji      |
| 21 | Francia (bandiera)      | D     | Lenny Vallier     |
| 22 | Francia (bandiera)      | C     | Quentin Bena      |
| 23 | Francia (bandiera)      | C     | Tom Lebeau        |
| 24 | Francia (bandiera)      | A     | Tyrone Tormin     |
| 26 | Francia (bandiera)      | C     | Samy Benchama     |
| 27 | Francia (bandiera)      | D     | Bryan Passi       |
| 28 | Burkina Faso (bandiera) | D     | Issouf Paro       |
| 29 | Francia (bandiera)      | D     | Joris Moutachy    |
| 30 | Francia (bandiera)      | P     | Quentin Braat     |
| 37 | Francia (bandiera)      | C     | Yassine Benhattab |
| 40 | Francia (bandiera)      | P     | Jean Louchet      |

### Rosa 2020-2021
Rosa aggiornata all'8 gennaio 2021
| N. |                               | Ruolo | Calciatore          |
| -- | ----------------------------- | ----- | ------------------- |
| 1  | Benin (bandiera)              | P     | Mathieu Michel      |
| 3  | Camerun (bandiera)            | D     | Darlin Yongwa       |
| 5  | Camerun (bandiera)            | D     | Guy-Marcelin Kilama |
| 6  | Guadalupa (bandiera)          | C     | Dylan Louiserre     |
| 7  | Benin (bandiera)              | C     | David Djigla        |
| 8  | Francia (bandiera)            | C     | Olivier Kemen       |
| 9  | Francia (bandiera)            | A     | Ibrahim Sissoko     |
| 10 | Francia (bandiera)            | D     | Valentin Jacob      |
| 11 | Mauritania (bandiera)         | A     | Pape Ibnou Ba       |
| 12 | Guinea-Bissau (bandiera)      | C     | Joseph Mendes       |
| 15 | Guinea (bandiera)             | D     | Ibrahima Conté      |
| 17 | Gabon (bandiera)              | C     | Louis Ameka         |
| 18 | Rep. Centrafricana (bandiera) | C     | Goduine Koyalipou   |
| 19 | Francia (bandiera)            | C     | Brahima Doukansy    |
| 20 | Francia (bandiera)            | A     | Antoine Baroan      |

| N. |                         | Ruolo | Calciatore        |
| -- | ----------------------- | ----- | ----------------- |
| 21 | Francia (bandiera)      | D     | Lenny Vallier     |
| 22 | Francia (bandiera)      | C     | Quentin Bena      |
| 23 | Francia (bandiera)      | C     | Tom Lebeau        |
| 24 | Francia (bandiera)      | C     | Yacine Bourhane   |
| 25 | Francia (bandiera)      | C     | Bilal Boutobba    |
| 26 | Francia (bandiera)      | C     | Brahim Konaté     |
| 27 | Francia (bandiera)      | D     | Bryan Passi       |
| 28 | Burkina Faso (bandiera) | D     | Issouf Paro       |
| 29 | Francia (bandiera)      | D     | Joris Moutachy    |
| 30 | Francia (bandiera)      | P     | Quentin Braat     |
| 34 | Francia (bandiera)      | C     | Samuel Renel      |
| 36 | Francia (bandiera)      | D     | Gabin Delguel     |
| 37 | Francia (bandiera)      | C     | Yassine Benhattab |
| 38 | Francia (bandiera)      | D     | Bradley M'Bondo   |
| 40 | Francia (bandiera)      | P     | Emyl Leclercq     |

### Rosa 2019-2020
Rosa aggiornata al 10 settembre 2019
| N. |                               | Ruolo | Calciatore         |
| -- | ----------------------------- | ----- | ------------------ |
| 1  | Benin (bandiera)              | P     | Saturnin Allagbé   |
| 2  | Francia (bandiera)            | D     | Cyriaque Rivieyran |
| 3  | Francia (bandiera)            | D     | Florian Lapis      |
| 4  | Francia (bandiera)            | D     | Dylan Fontani      |
| 6  | Guadalupa (bandiera)          | C     | Dylan Louiserre    |
| 7  | Benin (bandiera)              | C     | David Djigla       |
| 8  | Rep. Centrafricana (bandiera) | C     | Goduine Koyalipou  |
| 9  | Camerun (bandiera)            | A     | Andé Dona Ndoh     |
| 10 | Francia (bandiera)            | D     | Matthieu Sans      |
| 12 | Francia (bandiera)            | C     | Antoine Leautey    |
| 14 | Francia (bandiera)            | A     | Thibaut Vion       |
| 15 | Guinea (bandiera)             | D     | Ibrahima Conté     |
| 16 | Francia (bandiera)            | P     | Florent Maddaloni  |

| N. |                         | Ruolo | Calciatore        |
| -- | ----------------------- | ----- | ----------------- |
| 17 | Gabon (bandiera)        | C     | Louis Ameka       |
| 18 | Francia (bandiera)      | C     | Valentin Jacob    |
| 19 | Francia (bandiera)      | C     | Tom Lebeau        |
| 20 | Francia (bandiera)      | A     | Adrian Dabasse    |
| 22 | Francia (bandiera)      | C     | Quentin Bena      |
| 23 | Francia (bandiera)      | D     | Julien Da Costa   |
| 24 | Francia (bandiera)      | C     | Yacine Bourhane   |
| 26 | Francia (bandiera)      | C     | Brahim Konaté     |
| 28 | Burkina Faso (bandiera) | D     | Issouf Paro       |
| 29 | Francia (bandiera)      | C     | Zakaria Grich     |
| 30 | Francia (bandiera)      | P     | Enzo Pauchet      |
|    | Francia (bandiera)      | C     | Messaoud Bouardja |
|    | Senegal (bandiera)      | D     | Pape Guèye        |

### Rosa 2018-2019
Rosa aggiornata al 3 settembre 2018
| N. |                               | Ruolo | Calciatore         |
| -- | ----------------------------- | ----- | ------------------ |
| 1  | Benin (bandiera)              | P     | Saturnin Allagbé   |
| 2  | Francia (bandiera)            | D     | Cyriaque Rivieyran |
| 3  | Francia (bandiera)            | D     | Florian Lapis      |
| 4  | Francia (bandiera)            | D     | Dylan Fontani      |
| 6  | Guadalupa (bandiera)          | C     | Dylan Louiserre    |
| 7  | Benin (bandiera)              | C     | David Djigla       |
| 8  | Rep. Centrafricana (bandiera) | C     | Goduine Koyalipou  |
| 9  | Camerun (bandiera)            | A     | Andé Dona Ndoh     |
| 10 | Francia (bandiera)            | D     | Matthieu Sans      |
| 12 | Francia (bandiera)            | C     | Antoine Léautey    |
| 14 | Francia (bandiera)            | A     | Thibaut Vion       |
| 15 | Guinea (bandiera)             | D     | Ibrahima Conté     |
| 16 | Francia (bandiera)            | P     | Florent Maddaloni  |

| N. |                         | Ruolo | Calciatore        |
| -- | ----------------------- | ----- | ----------------- |
| 17 | Gabon (bandiera)        | C     | Louis Ameka       |
| 18 | Francia (bandiera)      | C     | Valentin Jacob    |
| 19 | Francia (bandiera)      | C     | Tom Lebeau        |
| 20 | Francia (bandiera)      | A     | Adrian Dabasse    |
| 22 | Francia (bandiera)      | C     | Quentin Bena      |
| 23 | Francia (bandiera)      | D     | Julien Da Costa   |
| 24 | Francia (bandiera)      | C     | Yacine Bourhane   |
| 26 | Francia (bandiera)      | C     | Brahim Konaté     |
| 28 | Burkina Faso (bandiera) | D     | Issouf Paro       |
| 29 | Francia (bandiera)      | C     | Zakaria Grich     |
| 30 | Francia (bandiera)      | P     | Enzo Pauchet      |
|    | Francia (bandiera)      | C     | Messaoud Bouardja |
|    | Senegal (bandiera)      | D     | Pape Guèye        |

### Rosa 2017-2018
Rosa aggiornata al 2 settembre 2017
| N. |                           | Ruolo | Calciatore         |
| -- | ------------------------- | ----- | ------------------ |
| 1  | Francia (bandiera)        | P     | Alexandre Bouchard |
| 2  | Francia (bandiera)        | D     | Cyriaque Rivieyran |
| 3  | Costa d'Avorio (bandiera) | D     | Zié Diabaté        |
| 5  | Francia (bandiera)        | D     | Matthieu Sans      |
| 7  | Benin (bandiera)          | C     | David Djigla       |
| 8  | Camerun (bandiera)        | D     | Didier Lamkel Zé   |
| 9  | Camerun (bandiera)        | A     | Andé Dona Ndoh     |
| 10 | Algeria (bandiera)        | C     | Laurent Agouazi    |
| 11 | Brasile (bandiera)        | A     | Pedro Henrique     |
| 12 | Francia (bandiera)        | C     | Antoine Léautey    |
| 14 | Francia (bandiera)        | A     | Thibaut Vion       |

| N. |                         | Ruolo | Calciatore            |
| -- | ----------------------- | ----- | --------------------- |
| 15 | Francia (bandiera)      | C     | Alliou Dembélé        |
| 16 | Benin (bandiera)        | P     | Saturnin Allagbé      |
| 17 | Francia (bandiera)      | D     | Antoine Batisse       |
| 19 | Francia (bandiera)      | C     | Jimmy Roye (capitano) |
| 21 | Francia (bandiera)      | D     | Jérémy Choplin        |
| 22 | Francia (bandiera)      | C     | Quentin Bena          |
| 23 | Francia (bandiera)      | D     | Julien Dacosta        |
| 27 | Francia (bandiera)      | D     | Jonathan Brison       |
| 28 | Burkina Faso (bandiera) | D     | Issouf Paro           |
| 30 | Francia (bandiera)      | P     | Arthur Desmas         |
| 35 | Francia (bandiera)      | C     | Banfa Diakité         |

### Rosa 2016-2017
Rosa aggiornata al 2 settembre 2016
| N. |                           | Ruolo | Calciatore         |
| -- | ------------------------- | ----- | ------------------ |
| 1  | Francia (bandiera)        | P     | Alexandre Bouchard |
| 3  | Benin (bandiera)          | D     | David Kiki         |
| 4  | Rep. del Congo (bandiera) | D     | Fernand Mayembo    |
| 5  | Francia (bandiera)        | D     | Matthieu Sans      |
| 6  | Francia (bandiera)        | C     | Junior Sambia      |
| 7  | Benin (bandiera)          | C     | David Djigla       |
| 8  | Camerun (bandiera)        | D     | Didier Lamkel Zé   |
| 9  | Camerun (bandiera)        | A     | Andé Dona Ndoh     |
| 10 | Algeria (bandiera)        | C     | Laurent Agouazi    |
| 11 | Francia (bandiera)        | A     | Adrian Dabasse     |
| 15 | Francia (bandiera)        | C     | Alliou Dembélé     |
| 16 | Benin (bandiera)          | P     | Saturnin Allagbé   |
| 18 | Francia (bandiera)        | A     | Kévin Rocheteau    |

| N. |                    | Ruolo | Calciatore            |
| -- | ------------------ | ----- | --------------------- |
| 19 | Francia (bandiera) | C     | Jimmy Roye (capitano) |
| 20 | Francia (bandiera) | C     | Zakaria Grich         |
| 21 | Francia (bandiera) | D     | Jérémy Choplin        |
| 22 | Camerun (bandiera) | C     | Daouda Bassock        |
| 23 | Francia (bandiera) | D     | Tristan Lahaye        |
| 25 | Francia (bandiera) | D     | Steven da Veiga       |
| 26 | Francia (bandiera) | C     | Messaoud Bouardja     |
| 27 | Francia (bandiera) | D     | Jonathan Brison       |
| 28 | Francia (bandiera) | D     | Dylan Bronn           |
| 29 | Francia (bandiera) | C     | Romain Grange         |
| 30 | Francia (bandiera) | P     | Arthur Desmas         |
|    | Francia (bandiera) | C     | Quentin Daubin        |
|    | Francia (bandiera) | A     | Pierre Slidja         |

### Rosa 2015-2016
Rosa aggiornata al 24 maggio 2016
| N. |                           | Ruolo | Calciatore        |
| -- | ------------------------- | ----- | ----------------- |
| 3  | Benin (bandiera)          | D     | David Kiki        |
| 5  | Francia (bandiera)        | D     | Mathieu Sans      |
| 7  | Benin (bandiera)          | C     | David Djigla      |
| 8  | Francia (bandiera)        | D     | Faïz Selemanie    |
| 9  | Camerun (bandiera)        | A     | Andé Dona Ndoh    |
| 10 | Algeria (bandiera)        | C     | Abdelhakim Omrani |
| 11 | Francia (bandiera)        | A     | Adrian Dabasse    |
| 12 | Costa d'Avorio (bandiera) | A     | Seydou Koné       |
| 14 | Francia (bandiera)        | C     | Chafik Tigroudja  |
| 16 | Benin (bandiera)          | P     | Saturnin Allagbé  |
| 17 | Francia (bandiera)        | C     | Antoine Batisse   |

| N. |                    | Ruolo | Calciatore            |
| -- | ------------------ | ----- | --------------------- |
| 18 | Francia (bandiera) | A     | Kévin Rocheteau       |
| 19 | Francia (bandiera) | C     | Jimmy Roye (capitano) |
| 20 | Francia (bandiera) | C     | Adama Ba              |
| 21 | Francia (bandiera) | D     | Matthieu Sans         |
| 23 | Francia (bandiera) | D     | Tristan Lahaye        |
| 24 | Benin (bandiera)   | C     | Djiman Koukou         |
| 27 | Camerun (bandiera) | D     | Frédéric Bong         |
| 29 | Francia (bandiera) | A     | Simon Hébras          |
| 30 | Francia (bandiera) | P     | Lucas Bobe            |
| 40 | Benin (bandiera)   | P     | Saturnin Allagbé      |

### Rosa 2014-2015
Rosa aggiornata al 28 marzo 2015
| N. |                           | Ruolo | Calciatore                 |
| -- | ------------------------- | ----- | -------------------------- |
| 1  | Francia (bandiera)        | P     | Paul Delecroix             |
| 2  | Francia (bandiera)        | D     | Kévin Malcuit              |
| 3  | Francia (bandiera)        | D     | Lamine Fall                |
| 5  | Francia (bandiera)        | D     | Quentin Bernard            |
| 6  | Francia (bandiera)        | D     | Yoann Barbet               |
| 8  | Francia (bandiera)        | C     | Florian Martin             |
| 9  | Camerun (bandiera)        | A     | Andé Dona Ndoh             |
| 10 | Senegal (bandiera)        | C     | Mouhamadou Diaw (capitano) |
| 12 | Costa d'Avorio (bandiera) | A     | Seydou Koné                |
| 13 | Francia (bandiera)        | A     | Kevin N'Zuzi Mata          |
| 14 | Francia (bandiera)        | C     | Chafik Tigroudja           |
| 16 | Francia (bandiera)        | P     | Rodolphe Roche             |

| N. |                         | Ruolo | Calciatore          |
| -- | ----------------------- | ----- | ------------------- |
| 17 | Burkina Faso (bandiera) | C     | Louckmane Ouédraogo |
| 18 | Francia (bandiera)      | A     | Kévin Rocheteau     |
| 19 | Francia (bandiera)      | C     | Jimmy Roye          |
| 20 | Mauritania (bandiera)   | C     | Adama Ba            |
| 21 | Francia (bandiera)      | D     | Matthieu Sans       |
| 23 | Francia (bandiera)      | D     | Tristan Lahaye      |
| 24 | Benin (bandiera)        | C     | Djiman Koukou       |
| 27 | Camerun (bandiera)      | D     | Frédéric Bong       |
| 29 | Francia (bandiera)      | A     | Simon Hébras        |
| 30 | Francia (bandiera)      | P     | Lucas Bobe          |
| 40 | Benin (bandiera)        | P     | Saturnin Allagbé    |